# Тейлър Кини
Тейлър Кини (на английски: Taylor Kinney) е американски модел и актьор.

## Биография

### Произход и образование
Роден е на 15 юли 1981 г. в Ланкастър, Пенсилвания, в семейството на денталния хигиенист Памела Хейстер и банкера Даниел Кини. Израства в Нефсвил, Пенсилвания, с майка си, след развода на родителите си. Кини има трима братя: Адам, Раян и Трент. Раян почива през септември 2008 г.
През 2000 г. Тейлър завършва гимназия в Ланкастър и следва бизнес мениджмънт в университет в Моргантаун, Западна Вирджиния. Напуска през първата година и се мести в Хавай, където работи като дърводелец.

### Кариера
В началото Кини участва в продукции като „Модна къща“ и „Травма“. През 2010 г. получава роля във втори сезон на „Дневниците на вампира“.
През 2011 г. се снима в музикално видео на поп иконата Лейди Гага. През 2012 г. получава главна роля в драма сериала „Пожарникарите от Чикаго“, който разказва за ежедневието на парамедици и пожарникари от Чикаго. През 2014 г. се снима във филма „Отмъщение по женски“, заедно с Камерън Диас, Ники Минаж, Кейт Ъптън и други.

### Личен живот
Тейлър Кини излиза с Лейди Гага от 2011 г., след като се запознават на снимките на музикалното ѝ видео. Сгодяват се на 14 февруари 2015 г. и през юли 2016 се разделят.

## Избрана филмография
- „Синя нощ“ (2018)
- „Тук и сега“ (2018)
- „Отмъщение по женски“ (2014)
- „Враг номер едно“ (2012)
- „Пожарникарите от Чикаго“ (2012, сериал)
- „Звезди в късометражни филми“ (2012)
- „Пет истории“ (2011)
- „Травма“ (2009)